# Silawan Intamee
Silawan Intamee (thai: ศิลาวรรณ อินต๊ะมี), född 22 januari 1994, är en thailändsk fotbollsspelare.
Hon spelar som mittfältare i det thailändska landslaget och för klubblaget Chonburi Sriprathum.